# Арконада (Паленсія)
Арконада (ісп. Arconada) — муніципалітет в Іспанії, у складі автономної спільноти Кастилія-і-Леон, у провінції Паленсія. Населення — 47 осіб (2010).
Муніципалітет розташований на відстані близько 220 км на північ від Мадрида, 33 км на північ від Паленсії.

## Демографія
Динаміка населення (INE ):